# 군넷푸정
군넷푸정(일본어: 訓子府町)은 일본 홋카이도 오호츠크 종합진흥국(구 아바시리 지청) 관내의 도코로군에 있는 정이다.
이름의 유래는 아이누어의 ‘쿠네프’(검은 곳, 습지 강의 검은 물로부터)이다.

## 지리
오호츠크 종합진흥국 관내 중부, 기타미시 남서부에 인접한다. 산으로 둘러싸인 분지 지형으로 한난의 차이가 심하다.

## 역사
- 1920년 6월 - 오케토촌(현 오케토정)에서 분리되어 군넷푸촌이 되었다.
- 1951년 11월 - 정으로 승격해 군넷푸정이 되었다.

## 경제
농업(밭농사)과 낙농업이 발달해 있고 특산물로는 멜론이 유명하다. 쌀, 밀, 감자, 사탕무, 양파, 약초(왜당귀, 천궁) 등을 생산한다.